# Rận nước gai
Rận nước gai, tên khoa học Bythotrephes longimanus, là một loài giáp xác phù du có kích cỡ vào khoảng 2mm. Nó có nguồn gốc từ các hồ nước ngọt của Bắc Âu và Châu Á, nhưng đã được vô tình di thực và phân bố rộng rãi trong khu vực Hồ Lớn của Bắc Mỹ từ những năm 1980. Bythotrephes đặc trưng bởi cột sống bụng dài với nhiều ngạnh để bảo vệ nó khỏi những kẻ săn mồi và di chuyển bằng râu.